# Chela Cardalda
Chela Cardalda  (n. Buenos Aires, Argentina, 15 de noviembre de 1936) es una actriz argentina de cine, teatro y televisión.

## Biografía
Cardalda comenzó su carrera actoral a los 40 años desempeñando su profesión en televisión,teatro y cine argentino.
Se hizo conocida por una publicidad del vino Montefiore Custodiado, donde hacía de una señora "bienuda", que después de escuchar a una vecina pedir una damajuana de vino tinto, terminaba haciendo lo mismo, pero en "frasco gigante". La actriz fue invitada en una ocasión al Show del clio donde leyó con Julio Lagos el libreto del anuncio.
La actuación llegó tarde a la vida de la actriz, cuando trabajaba en una compañía de seguros y la mutual organizó un grupo de teatro para sus empleados. Después de terminar la licenciatura en Servicio Social de Salud, carrera que estudiaba mientras trabajaba en la compañía de seguros, Cardalda decidió dedicarse a estudiar teatro. Primero fueron seis años con Alejandra Boero. Luego siguieron dos años con Raúl Serrano y un largo camino que transitó por el teatro independiente.

## Cine
Su carrera se inició en 1988 con la película argentina, El camino del sur, con Adrián Ghio, Mirjana Jokovic y Zarko Lausevic. En ese mismo año le continuó La amiga.
En 1990 participó en el cortometraje, Traición, en compañía de Héctor Alterio y Rosario Blefari.
En el 2000 hizo una pequeña aparición como una mujer que estaba situada en una esquina en la comedia, Felicidades, con Luis Machín, Gastón Pauls y Silke.
En el 2003 trabajó en un corto llamado Vecinas en el papel de "Maruca".
En el 2009 estuvo en Dos hermanos, de Daniel Burman, junto a Antonio Gasalla y Graciela Borges.
Regresó en el 2011 en el rol de la abuela ,"Chuchi", en Mi primera boda, protagonizada por Daniel Hendler y Natalia Oreiro.

## Televisión
1988 :La extraña pasajera, dirigida por Alejandro Doria, y actuada por Divina Gloria, Alejandro Milrud, Gabriela Acher, Clotilde Borella y Héctor Malamud.
Su gran reconocimiento llegó en 1991 con La familia Benvenuto, en la que empezó haciendo bolos para finalmente encarnar a "Yolanda", fue una telecomedia que se extendió hasta 1995 con Guillermo Francella.
En 1997 y 1998 interpretó a "Angélica" en la tira de Telefé, Cebollitas.
En el 2000 hizo de "Azucena", la novia intransigente de Tino Pascali, en la telenovela Los buscas de siempre, protagonizada por Pablo Echarri y Nancy Duplaa.
En el 2002 vuelve con una participación en la telenovela Son amores como la "Nona", protagonizada por Miguel Ángel Rodríguez, Mariano Martínez, Nicolás Cabré, Florencia Bertotti y Millie Stegman. En ese mismo año también participó en el unitario Tumberos, en el papel de la "madre de Walker", con Germán Palacios, Belén Blanco y Carlos Belloso.
En el 2003 encarnó a Cata en la comedia de Telefé Costumbres Argentinas. Además actuó en el unitario de ese mismo canal Disputas, en el que encarnó a la "madre de Majo". También trabajó en la tira infantil Rincón de luz.
En el 2004 actuó en Los machos de América, con Carlos Calvo, Rodolfo Ranni, Juan Leyrado y Maximiliano Ghione.  
Luego en el 2005 participó en la comedia romántica, Amor mío, como "Sara".
Al año siguiente hizo de una "inspectora" en el infantil, Chiquititas sin fin, con Jorgelina Aruzzi, Mariana Briski y Ricardo Aiello.
Durante el 2007 y 2008 interpretó a "Iris" en Lalola, protagonizado por Carla Peterson y Luciano Castro. En el 2008 también participó en: Los exitosos Pells, en Por amor a vos, junto a Miguel Ángel Rodríguez, Claribel Medina, Nicolás Cabré y Soledad Fandiño. En Vidas Robadas con Facundo Arana y Soledad Silveyra, y en el unitario Socias, junto a Nancy Duplaa, Mercedes Morán y Andrea Pietra.
En el 2009 participó en Champs 12,una telenovela juvenil protagonizada por Liz Solari y Tomás de las Heras.
En el 2012 encarnó a la servicial mucama de «Tuca», "Betty Ramírez", en la tira Graduados.

## Teatro
Entre sus trabajos en teatro destacan:
- Los pequeños burgueses y El asesinato de la enfermera dirigidas por Alejandro Samek.
- Mucho ruido y pocas nueces, dirigida por Oscar Barney Finn, en el Teatro San Martín.
- Las llaves de abajo, dirigida por Daniel Burman.
- Las de Barranco, dirigida por Oscar Barney Finn, en el Teatro Cervantes (Buenos Aires).
- Mermelada de tomate, dirigida por Andrés Bazzalo.
- A propósito de la duda, dirigida por Daniel Fanego, en el marco del ciclo Teatro x la identidad.
- Tío Vania, dirigida por Raúl Serrano.
- Se Alquila, con una condición , dirigido por Diego Casado Rubio.[2]
- Ojos que no ven, con Silvina Bosco.

## Premios
El 27 de septiembre de 2003 recibió el premio del "Primer Festival de Cine/Corto de Tapiales" a la "Mejor actriz" por el cortometraje, Vecinas, de Manuel Lorenzo.